# Naqīb al-Ashrāf
Il Naqib al-Ashraf (in arabo ﻧﻘﻴﺐ ﺍلاﺷﺮﺍﻑ‎?, Naqīb al-Ashrāf) è nei paesi arabi il rappresentante (naqīb) degli Sceriffi (Ashrāf) che possono ufficialmente tracciare la loro discendenza dal Profeta Maometto.
In quanto tali, per la loro riconosciuta alta levatura religiosa, qualora le strutture statali siano assenti o latitanti, essi possono rivestire un fondamentale ruolo politico e persino militare. Lo dimostrano i casi del Naqīb al-Ashrāf d'Iraq, lo Shaykh Mahdi al-Khalissi - che, nel 1920, organizzò e guidò una fallita insurrezione contro la potenza britannica che intendeva metter piede nel Paese grazie all'autorizzazione concessa dalla Società delle Nazioni di un ambiguo Mandato - e di Omar Makram, Naqīb al-Ashrāf egiziano che si oppose militarmente, dapprima ai francesi ("Seconda rivoluzione del Cairo") e successivamente ai britannici (Spedizione di Alessandria del 1807).